# 平山幸司 (実業家)
平山 幸司（ひらやま こうじ、1970年 - ）は、日本の実業家。高速バス事業の大手「WILLER EXPRESS」の代表取締役社長。

## 略歴
1970年（昭和45年）生まれ。大学卒業後、1994年（平成6年）旅行会社大手の近畿日本ツーリストに入社。2005年、楽天に転職。2008年、旅行代理店WILLERに入社。2016年、バス事業会社「WILLER EXPRESS」の代表取締役に就任した。

## 人物

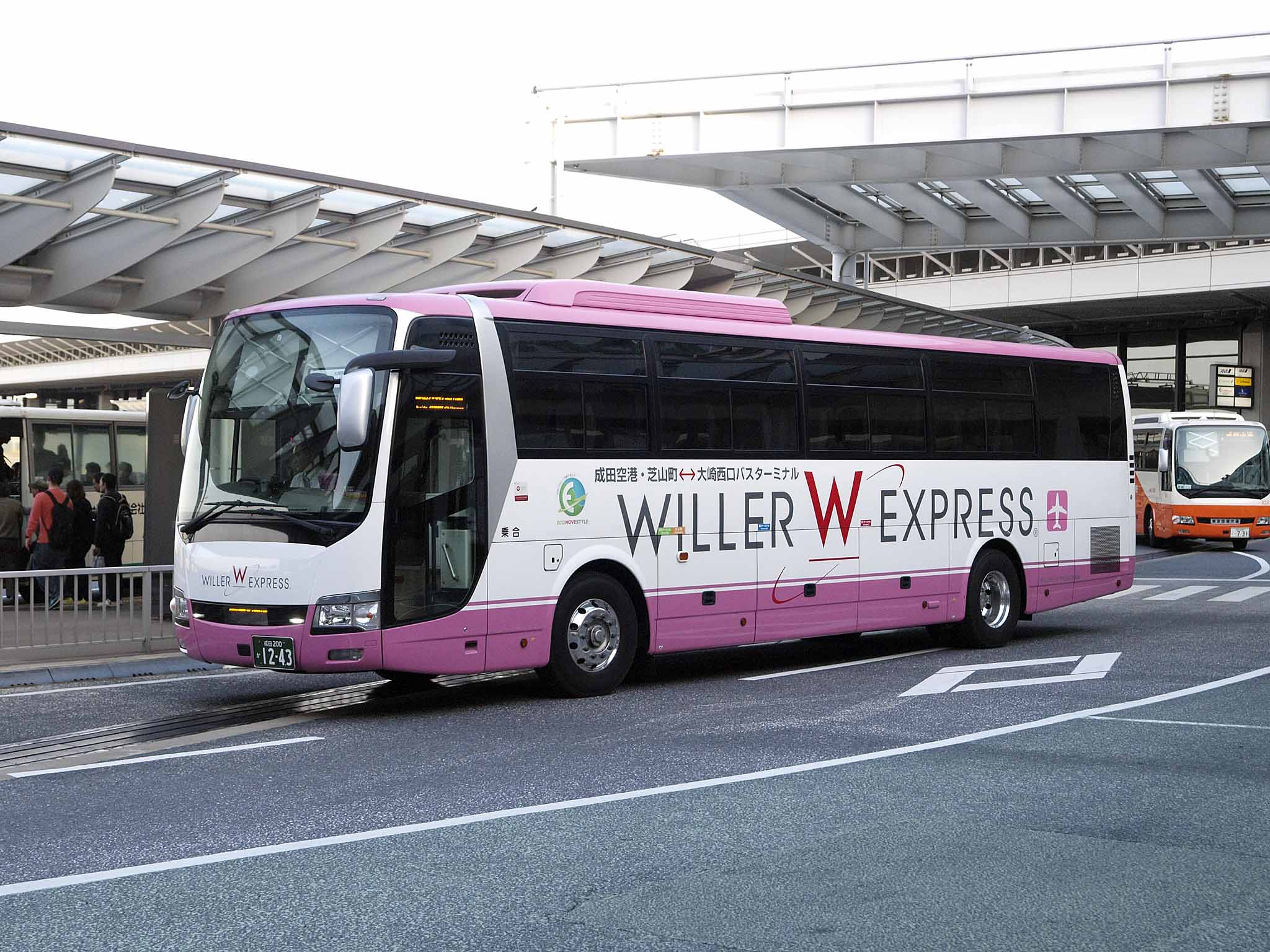
WILLER EXPRESSの高速バス（成田空港リムジン「成田シャトル」）

近畿日本ツーリストでは、国内旅行「メイト」の商品企画を担当。1998年（平成10年）から、大阪発東京ディズニーランドツアー企画を担当していた が、この時、同じ東京ディズニー行き商品を村瀨茂高（WILLER創業者）も販売しており、「いつも（自分の企画したツアー商品を）マネして安売りをする迷惑な会社だなと、当時は思っていました（笑い）」。
2002年のサッカー日韓2002 FIFAワールドカップ開催に伴い、東京や横浜にあるホテルのVIP用の部屋が、協賛スポンサーが来日しなかったため空室となった。ホテル側は急遽、W杯の開幕直前に「旅の窓口」などの旅行サイトに出品したところ、瞬時に売り切れた。日本にブロードバンドインターネット接続が普及し始めた頃で、近ツー社員だった平山は時代の変化を痛感。「高い手数料を払って旅行会社に売ってもらっていたわけですが、それよりも自分たちでマネジメントするほうがトクだと気づいたわけです」。
翌2003年、「旅の窓口」を楽天が買収。プロ野球東北楽天ゴールデンイーグルス設立2年前で知名度も少なく、連結売上高99億円の楽天が323億円を出資し、勝負に出たのを見て「時代が一気に変わるなと思い」、2004年から転職を意識。知人を通じて楽天トラベル社長の山田善久（のちの楽天の副社長）に会い2005年、楽天に入社した。楽天では「労基法（労働基準法）も何もあったものじゃない」長時間勤務だったが、自分の手がける事業によって「世の中がどんどん変わっていく手触りを、じかに感じることができて」「濃厚な３年間」で「面白かったですね」。
その後、WILLERの村瀨から「私はグループ全体を大きくすることに尽力するので、君はバス事業に力を注いでもらいたい」とヘッドハンティング。旅行や鉄道など高速バス以外の事業に急拡大し始めたWILLERに、村瀨の右腕として入社した。入社後1年間で高速ツアーバスの全国路線網をつくり上げ、2012年にWILLER EXPRESS JAPAN（現WILLER EXPRESS）を設立。2013年、新しく高速乗り合いバスとしてスタートさせた。

### 安全と健康を最優先、自らボクシング挑戦
2016年、WILLER EXPRESSの社長に就任。安全対策と健康経営を最重要課題に掲げ、最先端技術を活用した眠気予兆検知装置「フィーリズム」（富士通）をバス全車に導入したり、運転手の生活や生活習慣病を改善のため2018年1月、東京本社の一角に宿泊棟「新木場ベース」を建設。運転手が熟眠できる個室や更衣室、浴室、低カロリーで低塩分のヘルシーメニューを提供するカフェテリアも完備することで、高速バス運転中の脳疾患や心疾患の発生を防いだりしている。
また社を挙げてダイエットも開始。生活習慣病の要因4項目（体重、血圧、脂質、血糖値）のうち1項目でも正常になると1万円を支給するキャンペーンで、健康増進の模範となるべく自らダイエットに挑み、3カ月間に10kgの減量を成功させた。
2019年（令和元年）7月には、高速バス車内の混雑をリアルタイム確認したり、予約便内の指定席を無料で変更できる“混雑状況の見える化”サービスも開始。withコロナ時代の新しい生活様式に合わせ、矢継ぎ早に改革を打ち出している。
なお、健康に関しては、自身も体を動かすことが好きな性格で、中学校でバスケットボール部、高校で水泳部に所属。多忙な社長の現在も、休日には毎週のようにゴルフに出かけており、ゴルフ仲間が始めたのを機にボクシングにも挑戦している。